# ルジンの問題
ルジンの問題（Luzin - のもんだい）とは、正方形に関してニコライ・ルジン (Nikolai Luzin) が考えた問題である。
「任意の正方形を、2個以上の全て異なる大きさの正方形に分割できるか」という問題であり、ルジンはこの問題の解は存在しないと予想したが、その後いくつかの例が発見された。

## 最小の解

21個の正方形に分割

最小の解は21個で、A. J. W. Duijvestijn がコンピュータを使って発見し、それが最小の解であることを証明した。1辺 112 の正方形を、一辺の長さがそれぞれ 2, 4, 6, 7, 8, 9, 11, 15, 16, 17, 18, 19, 24, 25, 27, 29, 33, 35, 37, 42, 50 の計21枚の正方形で、隙間なく埋めつくすことができる。(オンライン整数列大辞典の数列 A014530)
正方形を上辺から順番に敷き詰めて置く様子を加味して下記のように書き表すことができる。
[50, 35, 27], [8, 19], [15, 17, 11], [6, 24], [29, 25, 9, 2], [7, 18], [16], [42], [4, 37], [33]
面積から見た検算:
22 + 42 + 62 + 72 + 82 + 92 + 112 + 152 + 162 + 172 + 182 + 192 + 242 + 252 + 272 + 292 + 332 + 352 + 372 + 422 + 502
= 12544 = 1122.
Duijvestijnは22個の正方形からなる解も発見した。一辺の長さは最小の解よりも短い110であった。

## 立方体を立方体に分割すること
任意の立方体を全て異なる大きさの立方体で分けることは不可能で、これは背理法を用いることで比較的簡単に以下のように説明することができる。
仮に立方体Aを全て異なる大きさの立方体で分けたとする。するとAの底面はこれらの立方体の底面により、分割されることとなる。Aの底面を分割している立方体の中で最も小さい立方体は、底面の角や辺に接することはなく四方を分割する立方体に囲まれている（これは底面の正方形分割について考えることで、背理法によって導かれる）。さらに、この立方体は隣接しているどの立方体よりも高さが低いので、その上には正方角柱状のくぼみが出来る。そのくぼみには、くぼみより大きい立方体を入れることはできない。
また、くぼみの底と等しい大きさの立方体を使うこともできない。このくぼみより小さい立方体を使うことが考えられるが、くぼみの底には全て異なる大きさの立方体を使わなければならず、この問題が無限に繰り返されることとなり、立方体の数の有限性に矛盾する。したがって、立方体を有限個の異なった大きさの立方体として分割することはできない。